# Popjournalismus
Popjournalismus ist eine Erscheinungsform von Journalismus, die Mitte der 1960er Jahre unter dem Einfluss des amerikanischen New Journalism in Deutschland aufkam und durch eine Mischung aus literarischer und journalistischer Schreibweise und durch eine Ich-Erzähler-Position gekennzeichnet ist.

## Begriffsgeschichte
In gedruckter Form taucht die Bezeichnung Popjournalismus, alternierend mit dem Begriff Popkritik gebraucht erstmals 1971 in einem Essay von Natias Neutert auf und wird so definiert: „Popjournalismus: Unterhaltungskunst — ohne jenen unsichtbaren Strich, der Unterhaltung und Kunst so oft von einander trennt.“ Darin wird nicht nur der onomatopoetische „Knalleffekt“ des Wörtchens Pop gerühmt, sondern auch die dem Begriff innewohnende „Bedeutungsvielfalt, Nicht-Normativität, Offenheit.“

## Interkulturelle Voraussetzungen
Ist der Begriff Popjournalismus auch rein deutschen Ursprungs, so geht das Phänomen, das er bezeichnet, auf interkulturelle Rezeptionsvorgänge zurück, die der französische Kulturwissenschaftler Michel Espagne unter dem Oberbegriff Kulturtransfer fasst.
Kulturtransfer findet statt, sobald irgendein Kulturgut aus einer Ausgangskultur in eine Zielkultur überführt und von dieser aufgenommen wird.
Vollzogen wird dies von Vermittlern persönlicher oder institutioneller Art: Touristen, Austauschschüler, Entwicklungshelfer, Übersetzer, Fremdsprachenlehrer, Auslandskorrespondenten, staatliche Auslandsabteilungen.
Dabei geschieht die Übernahme jeweiliger Kulturgüter nicht nur passiv, wie bei ‚kritiklos’ übernommener Mode, sondern aktiv, in einer auf die speziellen Bedürfnisse der Zielkultur zugeschnittenen Form der Aneignung. Was entsteht, ist eine innovative Mischform.
Möglich wird Kulturtransfer, wie der Philosoph Wolfgang Welsch einleuchtend argumentiert, da „die separierende Idee von Kultur faktisch durch die externe Vernetzung der Kulturen überholt“ sei. Dadurch werden einschneidende Veränderungen des Zeitgeistes möglich.
Zur Entstehung des Popjournalismus trugen folgende Einflussfaktoren globaler Vernetzung bei:

### Einflussfaktor New Journalism
Der New Journalism aus Amerika, der sich mit seinen frechen, aus selbstbewusster Ich-Erzähler-Position geschriebenen Texten nicht mehr hinter der ‚Objektivität’ versteckte, wurde als progressiv eingeschätzt. Hinzu kam, dass sich journalistische Texte von Gay Talese, Truman Capote, Michael Herr, Norman Mailer und Tom Wolfe durch Literarizität auszeichneten, was nichts anderes heißt, als dass sie „von der poetischen Funktion dominiert“ wurden, was das belletristische Lesevergnügen nur noch steigerte. Hierfür griffen die ‚neuen’ Journalisten auch auf die literarischen Stilmittel ihrer eigenen Tradition zurück, deren Spannweite vom Spannungsaufbau der Kurzgeschichten eines Erzählers wie O. Henry bis zur Sinnlichkeit rhapsodischer Texte der Beatniks reicht. Tatsächlich stattgefundene Ereignisse werden erzählerisch strukturiert und so zu einer Geschichte, die mehr ist als bloßer Bericht.
Von großem Einfluss für die Entwicklung des Popjournalismus in Deutschland war Tom Wolfe. Sein 1965 erschienenes Werk The Kandy-Kolored Tangerine-Flake Streamline Baby gilt als einer der wichtigsten „Grundsteine des New Journalism“ und war von den englischkundigen frühen Protagonisten des Popjournalismus noch vor seiner Übersetzung gelesen worden. Übersetzt wurde es von der Neo-Dadaistin Lil Picard, es erschien 1968. Ökonomisch gesehen wurde die deutsche Ausgabe, sowohl in der gebundenen als auch in der Taschenbuchausgabe, ein riesiger Bestsellererfolg, ideologisch gesehen, gilt das Werk bis heute als Inbegriff von Popschreibe.
Mit dem New Journalism als kulturellem Importgut ging hierzulande ein Paradigmenwechsel journalistischer Darstellungsformen einher.

## Rezeption, Fälschungsmanöver und Kritik
Die Entwicklung weg vom faktenbasierten Nachrichtenjournalismus hin zu einem subjektiven Popjournalismus, der nicht nur die Grenzen zwischen „U“ und „E“, zwischen literarischem und tagesjournalistischem Stil, sondern gelegentlich auch die zwischen Fiktion und Wirklichkeit verschwimmen lässt, bringt allerdings die Gefahr mit sich, das erzählerische Pendel so weit in Richtung Fiktion ausschlagen zu lassen, dass die Wahrheit dabei auf der Strecke bleibt.
So geschehen im wohl größten Medienskandal des Popjournalismus, als der Schweizer Tom Kummer in den 1990er Jahren vier Jahre lang Blätter wie Süddeutsche Zeitung, Stern und Spiegel mit äußerst gut geschriebenen, aber völlig aus der Luft gegriffenen, ausgedachten Interviews belieferte, bis er im Jahre 2000 durch das Magazin FOCUS aufflog. Seine legendär gewordenen Interviews mit Stars wie Sharon Stone, Courtney Love, Mike Tyson oder Charles Bronson waren „einfach zu schön, um wahr zu sein,“ wie Jenny Hoch konstatiert.

### Artikel
- Christoph Dallach: Glitschender Schlamm und heiße Luft. In: SPIEGEL Online. Kultur  https://www.spiegel.de/kultur/musik/pop-journalismus-glitschender-schlamm-und-heisse-luft-a-600211.html
- Diedrich Diederichsen: Lebe sparsam – und koche nach Rezept. In: Spex. 19/1995, S. 56–59.
- Wilhelm Ruprecht Frieling: Generation Gonzo. In: literaturzeitschrift.de.
- Natias Neutert: Let It Rock! In: Frankfurter Rundschau. Nr. 228, 2. Oktober 1970.
- Tobias Rüther:  Von der Bühne gefallen, aber mitten im Parkett gelandet. Bestenfalls scheintot: Warum die anschwellenden Abgesänge auf die Popliteratur und ihren Journalismus ungerechtfertigt sind. In: Süddeutsche Zeitung, 27. August 2002.
- Wolfgang Rumpf: Popjournalisten – Mutige Musikkritiker oder Nachlassverwalter?  In: Fachjournalist. Nr. 18, 2005, S. 18–21.
- Tom Wolfe: The Birth of 'The New Journalism. Eyewitness Report. In: New York Magazine. Februar 21, 1972. https://nymag.com/news/media/47353/index10.html

### Bücher
- Joan Kristin Bleicher (Hrsg.): Grenzgänger. Formen des New Journalism. Verlag für Sozialwissenschaften, Wiesbaden 2004, ISBN 3-531-14096-5.
- Jochen Bonz, Michael Büscher, Johannes Springer (Hrsg.): Popjournalismus. Ventil Verlag, Mainz 2005, ISBN 3-931555-89-5.
- Karl Bruckmaier The Story of Pop. Murmann Publishers, 2014, ISBN 978-3-86774-338-9.
- Max Dax, Anne Waak (Hrsg.): Spex- 33 1/3 Jahre Pop. Metrolit, Berlin 2013, ISBN 978-3-8493-0033-3.
- Marc Fischer: Die Sache mit dem Ich. Reportagen. Kiepenheuer & Witsch, Köln 2012, ISBN 978-3-462-04426-3.
- Walter Grasskamp, Michaela Krützen, Stephan Schmitt (Hrsg.): Was ist Pop? Zehn Versuche. Fischer Taschenbuch Verlag, Frankfurt am Main 2004, ISBN 3-596-16392-7.
- Thomas Hecken: Theorien der Populärkultur. Dreißig Positionen von Schiller bis zu den Cultural Studies. Transcript, Bielefeld 2007, ISBN 978-3-89942-544-4.
- Thomas Hecken: Pop. Geschichte eines Konzeptes 1955–2009. transcript Verlag, Bielefeld 2009, ISBN 978-3-89942-982-4.
- Ralf Hinz: Kid P.: Pop-Leben. In: Ralf Hinz: Cultural Studies und Pop. Zur Kritik der Urteilskraft wissenschaftlicher und journalistischer Rede über populäre Kultur. Opladen, Wiesbaden 1998, ISBN 3-531-13199-0, S. 210–218.
- Hans-Otto Hügel: Handbuch: Populäre Kultur. Begriffe, Theorien und Diskussionen. Metzler, Stuttgart 2003, ISBN 3-476-01759-1.
- Michael L. Johnson: The new journalism : the underground press, the artists of nonfiction, and changes in the established media. University Press of Kansas, Lawrence 1971, ISBN 0-7006-0083-3.
- Thomas Leif (Hrsg.): New Journalism. Vom Kulturgut zum Wirtschaftsgut. Friedrich-Ebert-Stiftung, Bonn 2002, ISBN 3-89892-095-X.
- Jürgen Legath (Hrsg.): Sounds – Platten 66-77. 1827 Kritiken. Frankfurt am Main 1979.
- Bodo Mrozek, Alexa Geisthövel, Jürgen Danyel (Hrsg.): Popgeschichte. Band 2: Zeithistorische Fallstudien 1958–1988. (= Histoire. Band 49). transcript Verlag, Bielefeld 2014, ISBN 978-3-8376-2529-5.
- Uwe Nettelbeck: Keine Ahnung von Kunst und wenig vom Geschäft. Filmkritik 1963–1968. (= Fundus 196). Herausgegeben von Sandra Nettelbeck. Philo Fine Arts, Hamburg 2010, ISBN 978-3-86572-660-5.
- Natias Neutert: Adorno ist tot. Der von uns verschiedene Philosoph. Pozzo Press, Hamburg 1971.
- Ulf Poschardt: DJ Culture. Diskjockeys und Popkultur. Rogner u. Bernhard bei Zweitausendeins, Hamburg 1995, ISBN 3-8077-0334-9.
- Christoph Rauen: Pop und Ironie: Popdiskurs und Popliteratur um 1980 und 2000. Walter de Gruyter, Berlin 2010, ISBN 978-3-11-023465-7.
- Wolfgang Rumpf: Stairway to Heaven – Kleine Geschichte der Popmusik von Rock’n’Roll bis Techno. 1. Auflage. C.H. Beck Verlag, München 1996, ISBN 3-406-39280-6.
- Helmut Salzinger: Rock Power oder Wie musikalisch ist die Revolution? Fischer Tb, Frankfurt am Main 1972, ISBN 3-436-01531-8.
- Denis Scheck: King Kong, Spock & Drella. Was Sie schon immer über amerikanische Popkultur wissen wollten. Droemer Knaur, München 1995, ISBN 3-426-77164-0.
- Rolf Schwendter: Theorie der Subkultur. 1. Auflage. Kiepenheuer & Witsch Verlag,  Köln 1971, ISBN 3-462-00807-2.
- Thomas Steinfeld: Riff. Tonspuren des Lebens. DuMont, Köln 2000, ISBN 3-7701-4986-6.
- Franziska Walser: Popliteratur und Popjournalismus. Grin Verlag. München, ISBN 978-3-638-65837-9.
- Harry Walter: She said yes. I said Pop. Ein Vortrag mit Lichtbildern. In: Walter Grasskamp, Michaela Krützen, Stephan Schmitt (Hrsg.): Was ist Pop? Zehn Versuche. Fischer Taschenbuch Verlag, Frankfurt am Main 2004, ISBN 3-596-16392-7.
- Peter Wilcke: Soundtracks. Popmusik und Pop-Diskurs. In: Walter Grasskamp, Michaela Krützen, Stephan Schmitt (Hrsg.): Was ist Pop? Zehn Versuche. Fischer Taschenbuch Verlag, Frankfurt am Main 2004, ISBN 3-596-16392-7.
- Tom Wolfe, E.W. Johnson (Hrsg.): The New Journalism. Harper & Row, New York 1973, ISBN 0-06-047183-2.
- Beat Wyss: Pop zwischen Regionalismus und Globalität. in: Walter Grasskamp, Michaela Krützen, Stephan Schmitt (Hrsg.): Was ist Pop? Zehn Versuche. Frankfurt am Main 2004, ISBN 3-596-16392-7.